# 汶川小檗
汶川小檗（学名：Berberis bergmanniae var. acanthophylla）为小檗科小檗属下的一个变种。

## 扩展阅读
- 維基物種上的相關：汶川小檗